# Шымкент (городище)
Городище Шымкент (каз. Шымкент қалашығы) — городище на территории современного города Шымкента в Казахстане. Впервые в письменных источниках упоминается в XV веке.

## Описание
Современное городище (южная его часть была разрушена при строительстве автовокзала) в целом сохраняет собой топографию средневековой крепости в плане близкой к четырёхугольной форме с ориентацией сторон по странам света (на север-юг в среднем 180 м и запад-восток 210 м). Западная, северная и восточная части городища высотой от 15 до 25 м имеют крутые склоны. Южная часть, где были главные ворота, более пологая. Ближе к северо-западному углу городища выделяются остатки цитадели размерами 40×50 м и высотой в среднем в северной и западной частях 25 м, южной и восточной — 5-8 м. Внешние оборонительные стены сохранились в виде остатков земляного вала высотой 1,5-2 м и шириной 3-4 м с остатками башен размерами 8×10 м и менее. В юго-восточной части городища следы хауза.
В результате раскопок 1986—1987 годов было выяснено, что дома прямоугольной планировки, с выходами на магистральные и тупиковые улицы. Жилых кварталов центрического плана (группировка помещений вокруг двора) выявить не удалось. В интерьере жилых помещений отопительные очаги-тандыры не имели ни топочных отверстий, ни дымоходов. Это очень редкий тип отопительных систем для позднесредневековых городов Южного Казахстана. Все сохранившиеся остатки стен из пахсовых кирпичей, малые архитектурные формы и часть интерьера выполнены из сырцовых кирпичей. Жжёный кирпич использовался крайне редко; чаще для вымостки порога в жилых домах применялся камень (серый гранит).